# پرواز شماره ۱۶۳ هواپیمایی عراق
پرواز شماره ۱۶۳ هواپیمایی خطوط هوایی عراق (Iraqi Airways) یک پرواز مسافری بود که با یک بوئینگ مدل ۷۳۷–۲۷۰سی (Boeing 737-270C) با شماره رجیستر «YI-AGJ» صورت گرفت و در ۲۵ دسامبر ۱۹۸۶ و در طول پرواز ربوده شد. در تاریخ ۲۵ دسامبر ۱۹۸۶، پرواز شماره ۱۶۳ در طول پرواز از فرودگاه بین‌المللی صدام به سمت فرودگاه بین‌المللی ملکه علیا، توسط چهار نفر ربوده شد. پرسنل امنیتی حاضر در هواپیما تلاش کردند هواپیماربایان را متوقف کنند، اما یک نارنجک دستی در کابین مسافران منفجر شد و خدمه هواپیما را مجبور کرد تا حالت فرود اضطراری هواپیما را فعال کنند. یک نارنجک دستی دیگر نیز در کابین خلبان منفجر شد و باعث سقوط هواپیما در حوالی عرعر واقع در عربستان سعودی شد، در آنجا هواپیما دو تکه شد و دچار آتش‌سوزی شد.
هواپیما دارای ۱۰۶ سرنشین بود که ۶۰ مسافر و ۳ خدمه آن در این حادثه جان خود را از دست دادند. مسافران نجات یافته توانستند آنچه را که در هواپیما رخ داده به مقامات بگویند. این هواپیما ربایی یکی از مرگبارترین هواپیماربایی‌هایی بود که بین سالهای ۱۹۸۵ و ۱۹۸۶ رخ داد.
مدتی پس از وقوع این حادثه، سازمان جهاد اسلامی مسئولیت انجام این هواپیماربایی را بر عهده گرفت. یکی از هواپیماربایان کشته شده بعداً توسط سازمان سیا شناسایی شد؛ او یک تبعه لبنانی به نام ربال خلیل جالول بود که عکس گذرنامه وی با پوستری که در مسجدی در نزدیکی بیروت چسبانده شده بود و در آن عکس تعدادی از شهدای حزب‌الله به نمایش درآمده بود مطابقت داشت. عراق، ایران را متهم به انجام این هواپیما ربایی کرد و اعلام کرد که ایران در پشت این هواپیما ربایی قرار داشته‌است.